# Kanzel (Altorf)

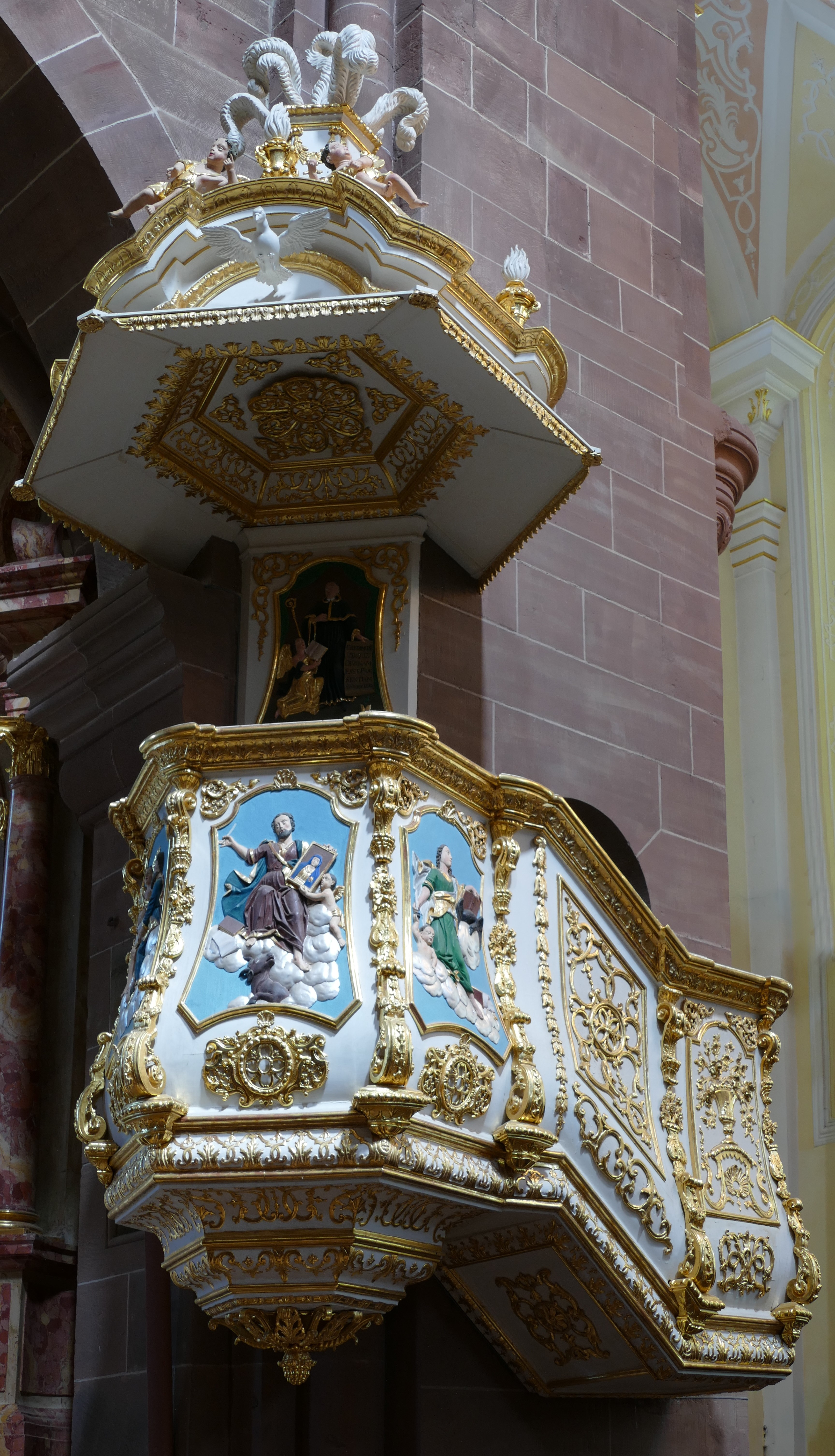
Kanzel in Altorf

Die Kanzel in der Kirche St-Cyriaque in Altorf, einer französischen Gemeinde im Département Bas-Rhin der Region Grand Est (bis 2015 Elsass), wurde Ende des 17. Jahrhunderts geschaffen. Im Jahr 1977 wurde die barocke Kanzel als Monument historique in die Liste der geschützten Objekte (Base Palissy) in Frankreich aufgenommen.
Die Kanzel aus Holz ist farbig gefasst. Am Kanzelkorb sind die vier Evangelisten und vergoldete Pflanzenmotive dargestellt. 
An der Rückwand ist ein Relief des heiligen Benedikt von Nursia zu sehen. Der Heilige hält ein Blatt in der Hand, worauf steht „Credimus ubique divinam esse praesentiam“ (Überall ist Gott gegenwärtig) aus der Regula Benedicti.
Der Schalldeckel wird mit einer Flammenvase und Engeln bekrönt. 

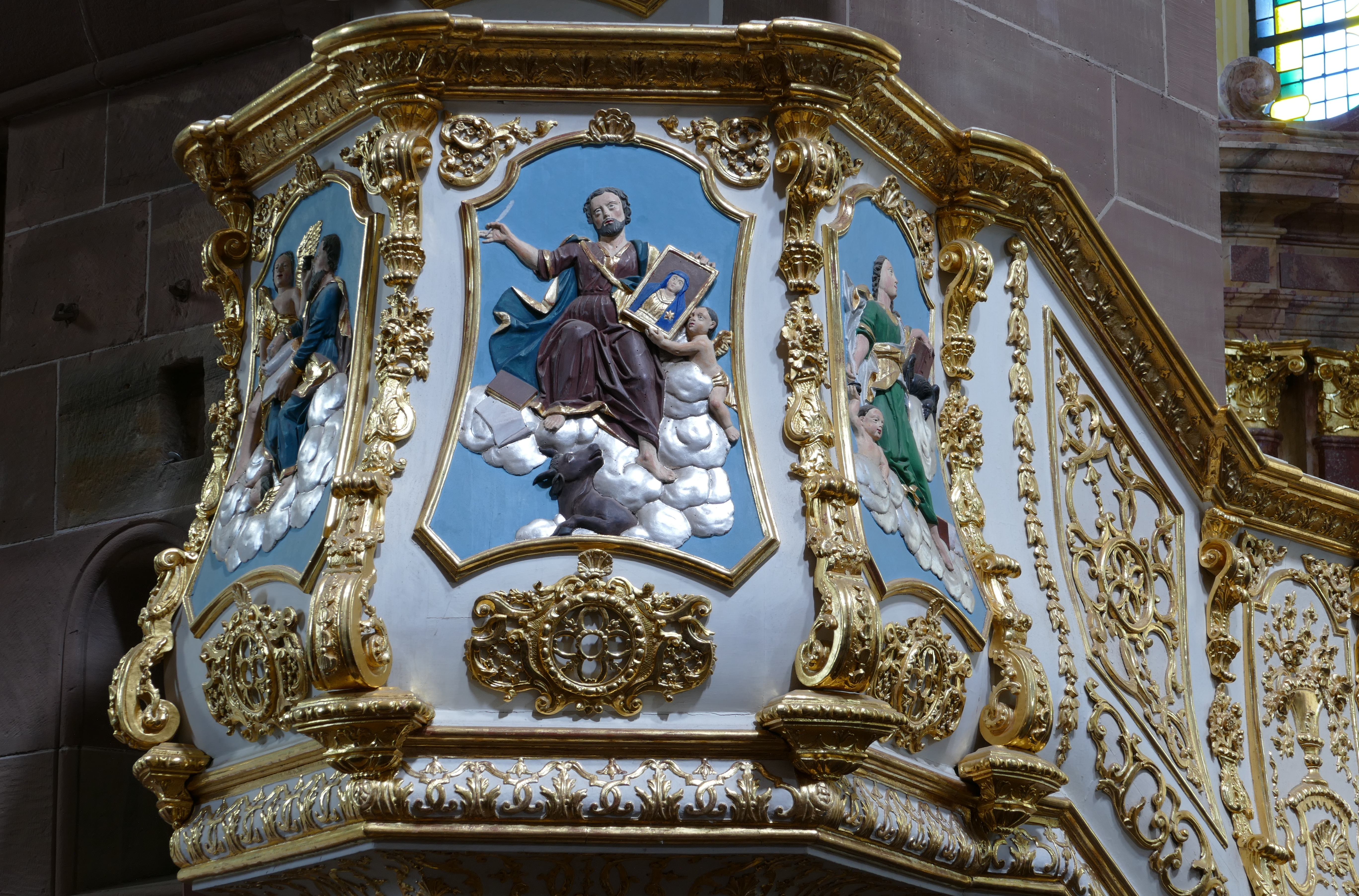
Kanzelkorb mit dem Relief des Evangelisten Lukas
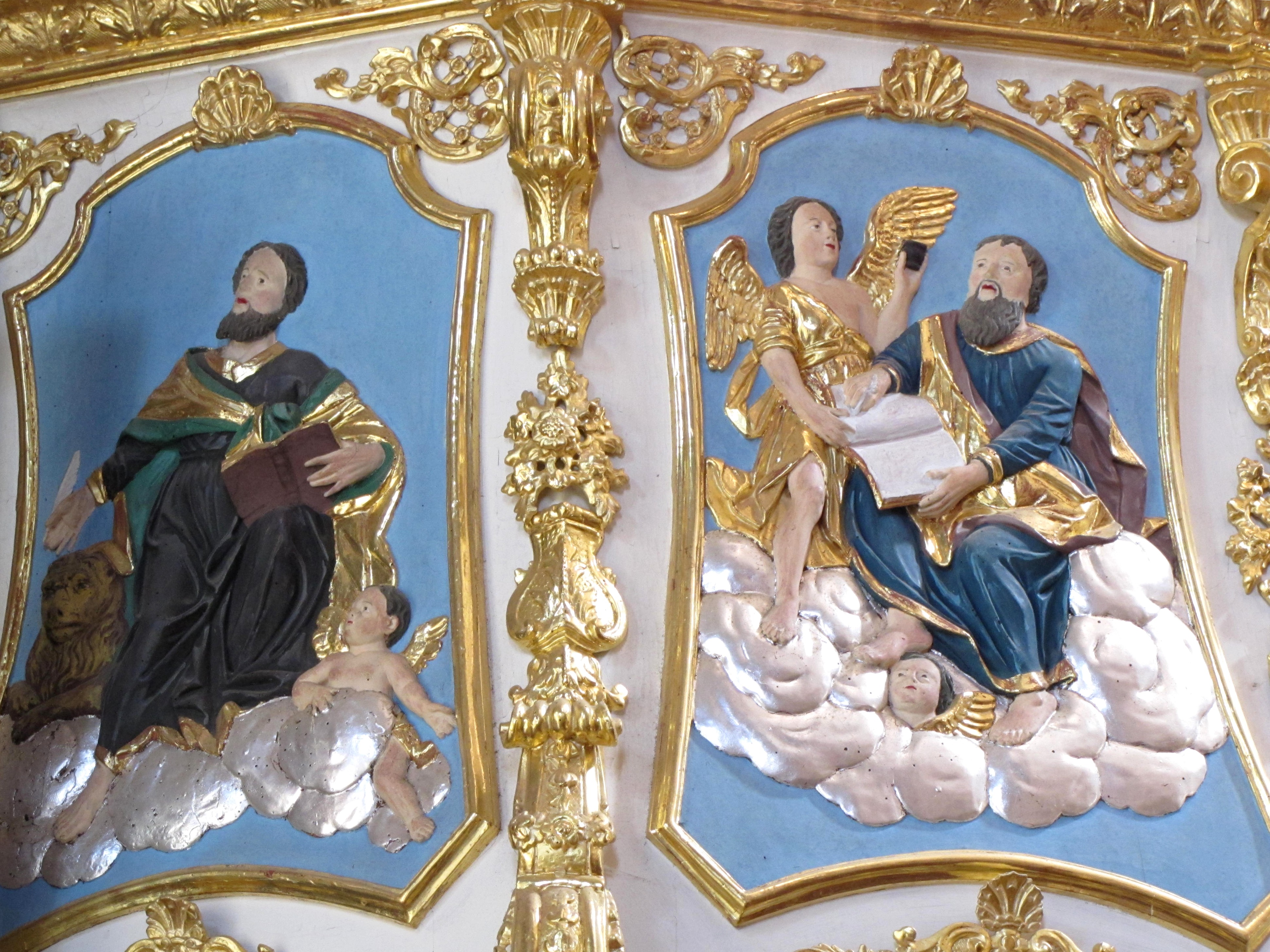
Kanzelkorb mit den Reliefs der Evangelisten Markus und Matthäus
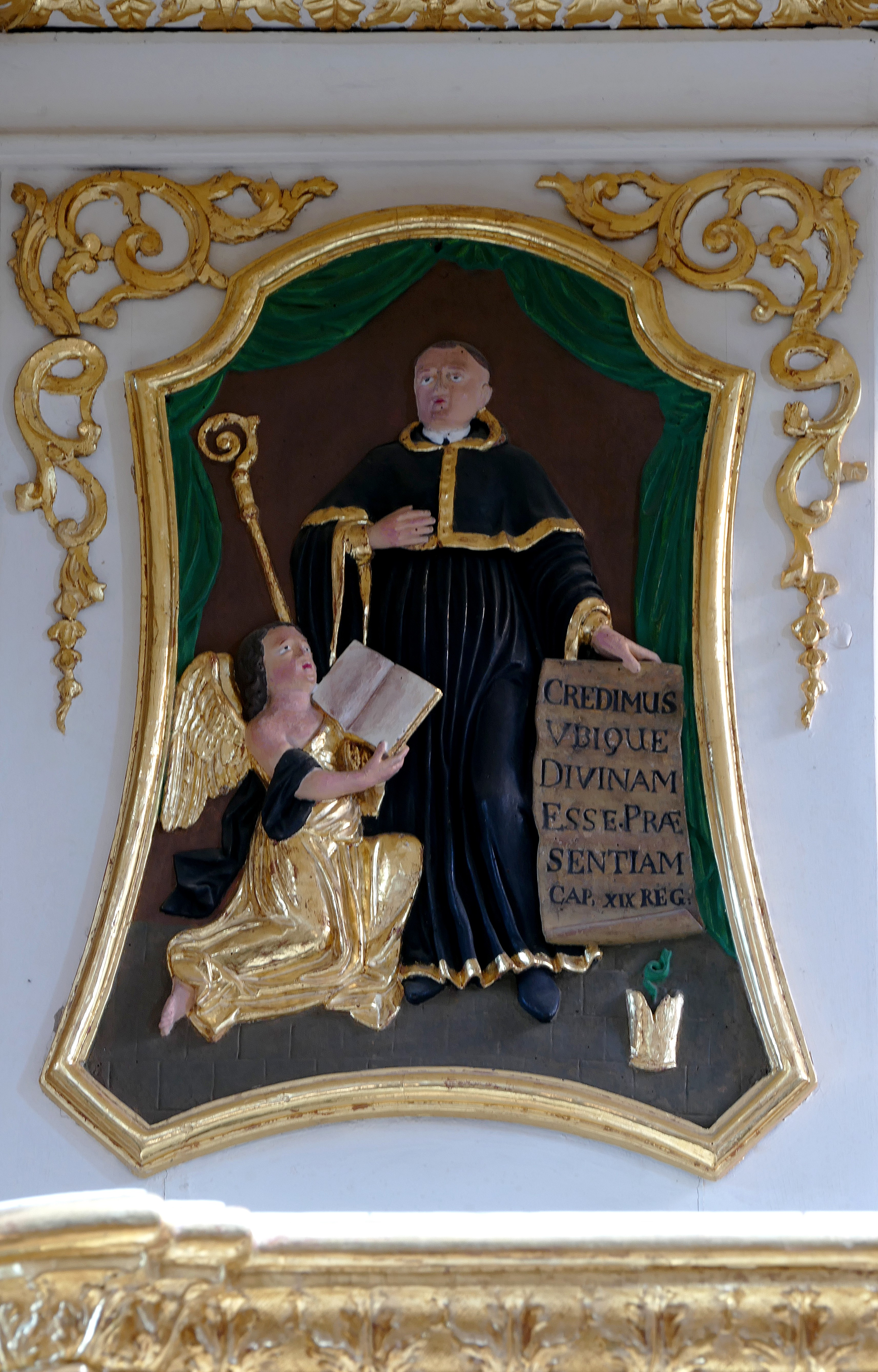
Rückwand mit dem Relief des heiligen Benedikt
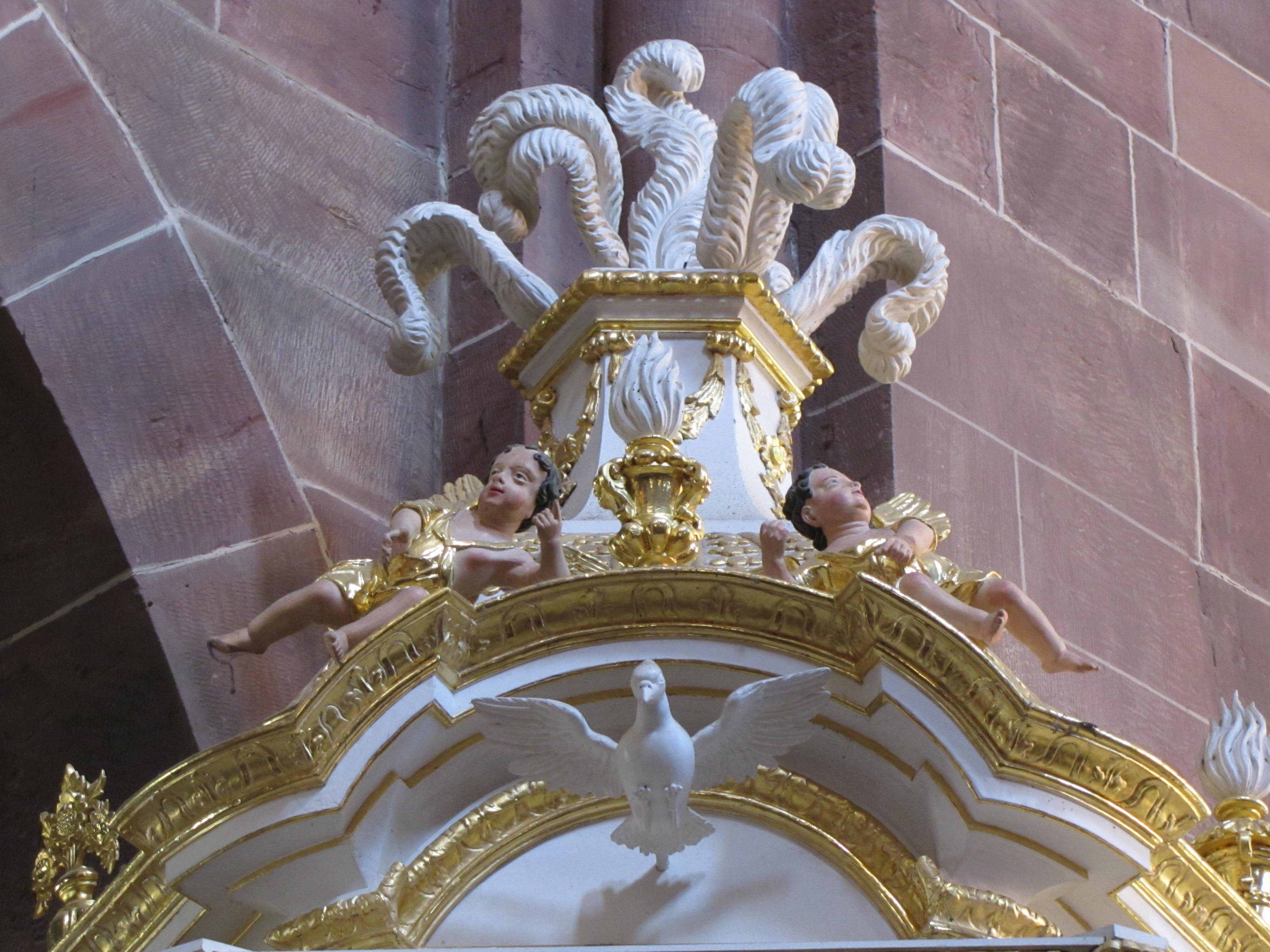
Bekrönung des Schalldeckels